# ناوکی یاگی
ناوکی یاگی (ژاپنی: 八木 直生؛ زادهٔ ۱۸ دسامبر ۱۹۹۱) یک بازیکن فوتبال اهل ژاپن است.
از باشگاه‌هایی که در آن بازی کرده‌است می‌توان به باشگاه فوتبال کاشیما آنتلرز اشاره کرد.